# العلاقات النمساوية الأمريكية
العلاقات النمساوية الأمريكية هي العلاقات الثنائية التي تجمع بين النمسا والولايات المتحدة.

## مقارنة بين البلدين
هذه مقارنة عامة ومرجعية للدولتين:
| وجه المقارنة                                              | النمسا                                                    | الولايات المتحدة                                                                                                  |
| --------------------------------------------------------- | --------------------------------------------------------- | --- |
| المساحة (كم2)                                             | 83.86 ألف                                                 | 9.83 مليون |
| عدد السكان (نسمة)                                         | 8.81 مليون                                                | 311.58 مليون |
| الكثافة السكانية (ن./كم²)                                 | 105.06                                                    | 31.7 |
| العاصمة                                                   | فيينا                                                     | واشنطن العاصمة |
| اللغة الرسمية                                             | اللغة الألمانية، لغة الإشارة النمساوية ‏                   | لغة إنجليزية |
| العملة                                                    | يورو، شلن نمساوي، رايخ مارك، شلن نمساوي                   | دولار أمريكي |
| الناتج المحلي الإجمالي (بليون دولار)                      | 416.60 مليار                                              | 19.39 تريليون |
| الناتج المحلي الإجمالي (تعادل القوة الشرائية) بليون دولار | 426.99 مليار                                              | 18.04 تريليون |
| الناتج المحلي الإجمالي الاسمي للفرد دولار أمريكي          | 43.77 ألف                                                 | 56.12 ألف |
| الناتج المحلي الإجمالي للفرد دولار أمريكي                 | 47.68 ألف                                                 | 54.63 ألف |
| مؤشر التنمية البشرية                                      | 0.885                                                     | 0.920 |
| رمز المكالمات الدولي                                      | +43                                                       | +1 |
| رمز الإنترنت                                              | .at                                                       | .us، حكومة، .mil، Edu.                                                                                            |
| المنطقة الزمنية                                           | توقيت وسط أوروبا، ت ع م+01:00، ت ع م+02:00، أوروبا/فيينا ‏ | توقيت ساموا الأمريكية، توقيت أطلنطي موحد، منطقة زمنية وسطى، توقيت ألاسكا ‏، المنطقة الزمنية الجبلية، توقيت تشامرو ‏ |

## مدن متوأمة
في ما يلي قائمة باتفاقيات التوأمة بين مدن نمساوية وأمريكية:
- ترتبط إنسبروك مع نيو أورلينز باتفاقية توأمة منذ 1967.[17][18][19][20]
- ترتبط بويسدورف مع نيوبيرغ باتفاقية توأمة.
- ترتبط لينتس مع كانساس سيتي باتفاقية توأمة منذ 6 مايو 1983.[21]
- ترتبط ليوبولدشتات مع بروكلين باتفاقية توأمة.
- ترتبط القديس يوحنا في تيرول مع بلدة ريدفورد باتفاقية توأمة.
- ترتبط غراتس مع مونتكلير [الإنجليزية]‏ باتفاقية توأمة منذ 1968.[22][22]
- ترتبط دورنبيرن مع دوبوك باتفاقية توأمة منذ 1998.
- ترتبط كرمس آن در دوناو مع غرابفين باتفاقية توأمة منذ 2001.[23][24]
- ترتبط سالزبورغ مع أتلانتا باتفاقية توأمة منذ 2000.[25][26][27][28]
- ترتبط سانت بولتن مع ألتونا باتفاقية توأمة.
- ترتبط اشتاير مع كاترنغ باتفاقية توأمة.

## منظمات دولية مشتركة
يشترك البلدان في عضوية مجموعة من المنظمات الدولية، منها:
| علم المنظمة | اسم المنظمة                               | تاريخ انضمام النمسا | تاريخ انضمام الولايات المتحدة |
| ----------- | ----------------------------------------- | ------------------- | ----------------------------- |
|             | وكالة ضمان الاستثمار متعدد الأطراف        | 16 ديسمبر 1997      | 12 أبريل 1988                 |
|             | الوكالة الدولية للطاقة                    | ?                   | ?                             |
|             | الاتحاد الدولي للاتصالات                  | 1866                | 1 يوليو 1908                  |
|             | يونسكو                                    | 13 أغسطس 1948       | 4 نوفمبر 1946                 |
|             | البنك الإفريقي للتنمية                    | ?                   | ?                             |
|             | بنك التنمية الآسيوي                       | 1966                | 1966                          |
|             | الأمم المتحدة                             | 14 ديسمبر 1955      | 24 أكتوبر 1945                |
|             | مؤسسة التمويل الدولية                     | 28 سبتمبر 1956      | 20 يوليو 1956                 |
|             | منظمة الشرطة الجنائية الدولية             | ?                   | ?                             |
|             | مركز تنسيق الحركة في أوروبا ‏              | ?                   | ?                             |
|             | الاتحاد البريدي العالمي                   | ?                   | ?                             |
|             | منظمة حظر الأسلحة الكيميائية              | ?                   | ?                             |
|             | منظمة التجارة العالمية                    | ?                   | ?                             |
|             | منظمة الأمن والتعاون في أوروبا            | 25 يونيو 1973       | 25 يونيو 1973                 |
|             | نظام تحكم تكنولوجيا القذائف               | 1991                | 1987                          |
|             | مجموعة الموردين النوويين                  | ?                   | ?                             |
|             | منظمة التعاون الاقتصادي والتنمية          | ?                   | ?                             |
|             | المركز الدولي لتسوية المنازعات الاستشارية | 24 يونيو 1971       | 14 أكتوبر 1966                |
|             | البنك الدولي للإنشاء والتعمير             | 27 أغسطس 1948       | 27 ديسمبر 1945                |
|             | مؤسسة التنمية الدولية                     | 28 يونيو 1961       | 24 سبتمبر 1960                |
|             | الفريق المعني برصد الأرض                  | ?                   | ?                             |
|             | مجموعة أستراليا                           | 1989                | 1985                          |

## أعلام
هذه قائمة لبعض الشخصيات التي تربطها علاقات بالبلدين:
- أرنولد شوارزنيجر (سياسي أمريكي، 30 يوليو 1947[41][42][43] – )
- إليجاه وود (ممثل أمريكي، 28 يناير 1981[44][45][46] – )
- إيفانا ترامب (سيدة أعمال، تشكيلية أمريكية، 20 فبراير 1949[47] – )
- إيفانكا ترامب (سيدة أعمال أمريكية، عارضة أزياء سابقة وابنة الرئيس الأمريكي دونالد ترامب، 30 أكتوبر 1981[48] – )
- براين كرانستون (ممثل، وممثل صوتي، وكاتب، ومخرج أمريكي، 7 مارس 1956[49] – )
- تايلور لوتنر (11 فبراير 1992 – )
- توبي ماغواير (27 يونيو 1975 – )
- توماس كلستيل (رئيس سابق في النمسا، 4 نوفمبر 1932[50][51][52] – 6 يوليو 2004[50][51][52])
- جوزيف شومبيتر (عالم اقتصاد نمساوي، 8 فبراير 1883[53][54][55] – 8 يناير 1950[53][54][55])
- سيلفيا بلاث (27 أكتوبر 1932[56][57][58] – 11 فبراير 1963[56][57][58])
- غور فيدال (كاتب أمريكي، 3 أكتوبر 1925[59][60][61] – 31 يوليو 2012[59][60][61])
- فريتز لانغ (5 ديسمبر 1890[62][63][64] – 2 أغسطس 1976[62][63][64])
- فريد أستير (10 مايو 1899[65][66][67] – 22 يونيو 1987[65][66][67])
- مارك هارمون (2 سبتمبر 1951[68] – )
- ماري دريسلر (9 نوفمبر 1868[69][70][71] – 28 يوليو 1934[69][70][72])

## وصلات خارجية
- موقع وزارة الخارجية النمساوية
- موقع وزارة الخارجية الأمريكية